# Caladenia longicauda
Caladenia longicauda är en orkidéart som beskrevs av John Lindley. Caladenia longicauda ingår i släktet Caladenia och familjen orkidéer.

## Underarter
Arten delas in i följande underarter:
- C. l. albella
- C. l. australora
- C. l. borealis
- C. l. calcigena
- C. l. clivicola
- C. l. crassa
- C. l. eminens
- C. l. longicauda
- C. l. merrittii
- C. l. redacta
- C. l. rigidula

## Bildgalleri

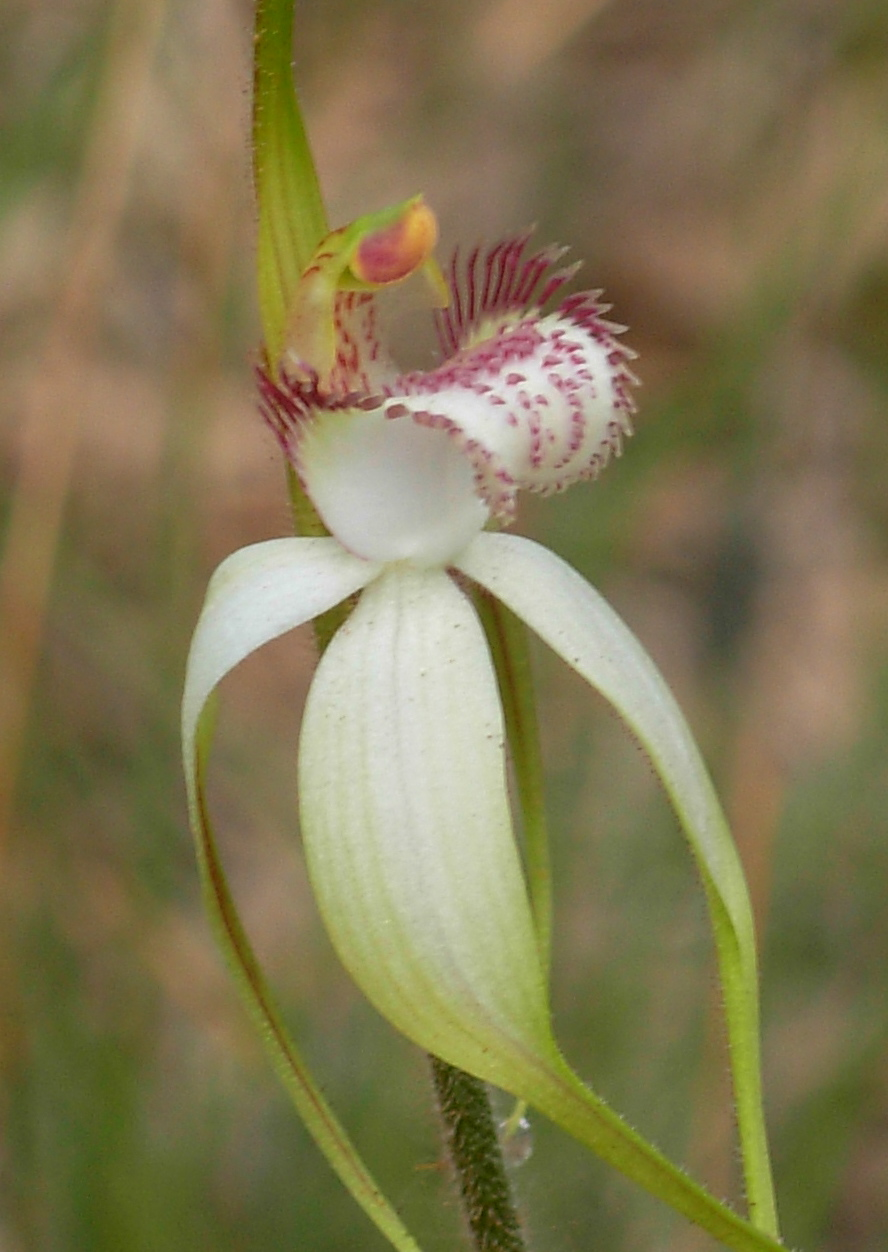
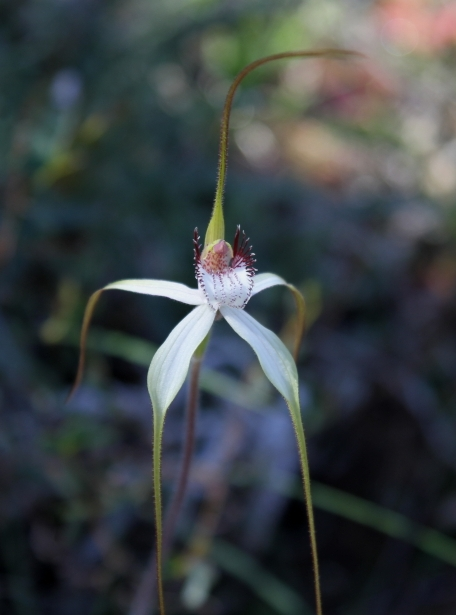
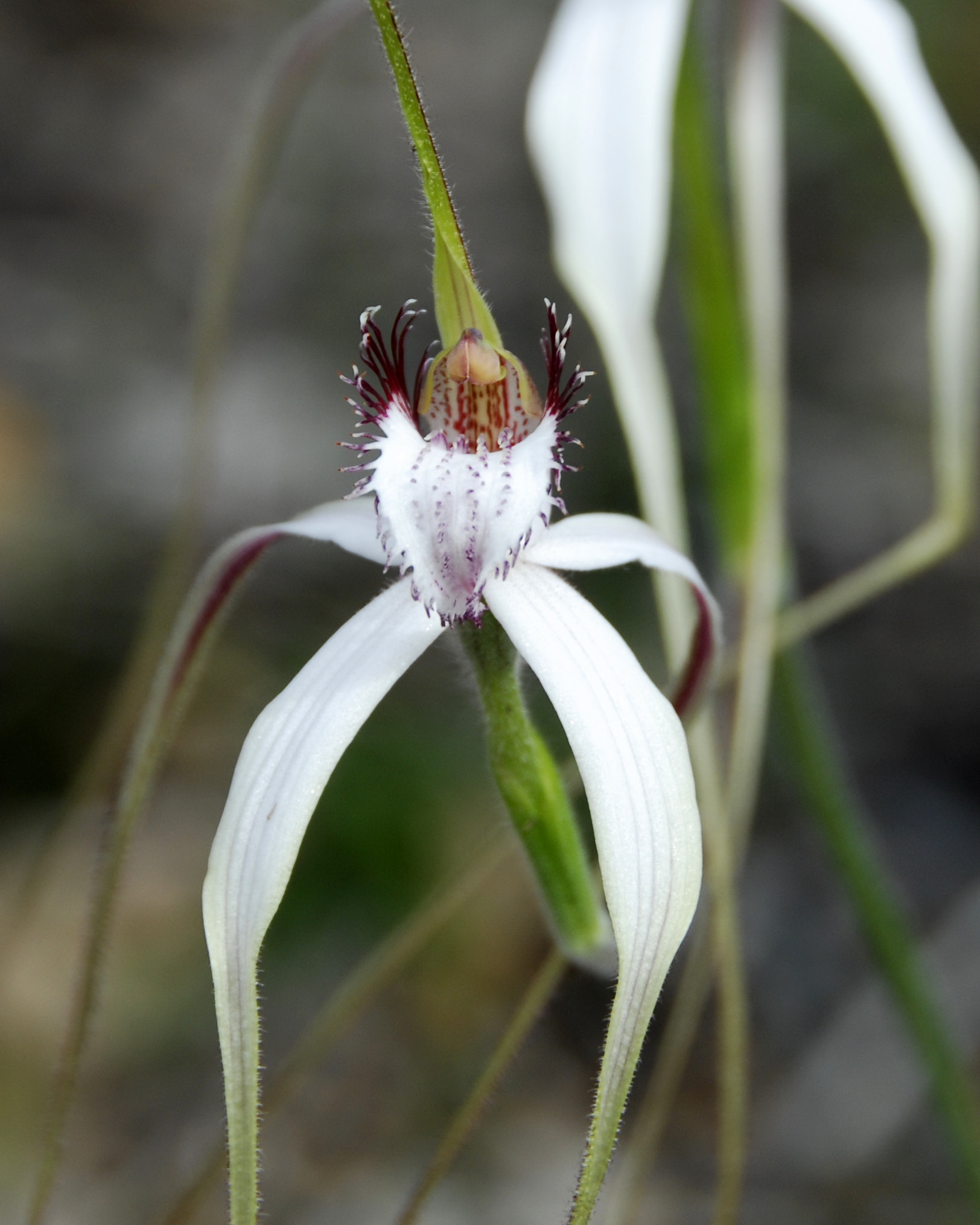
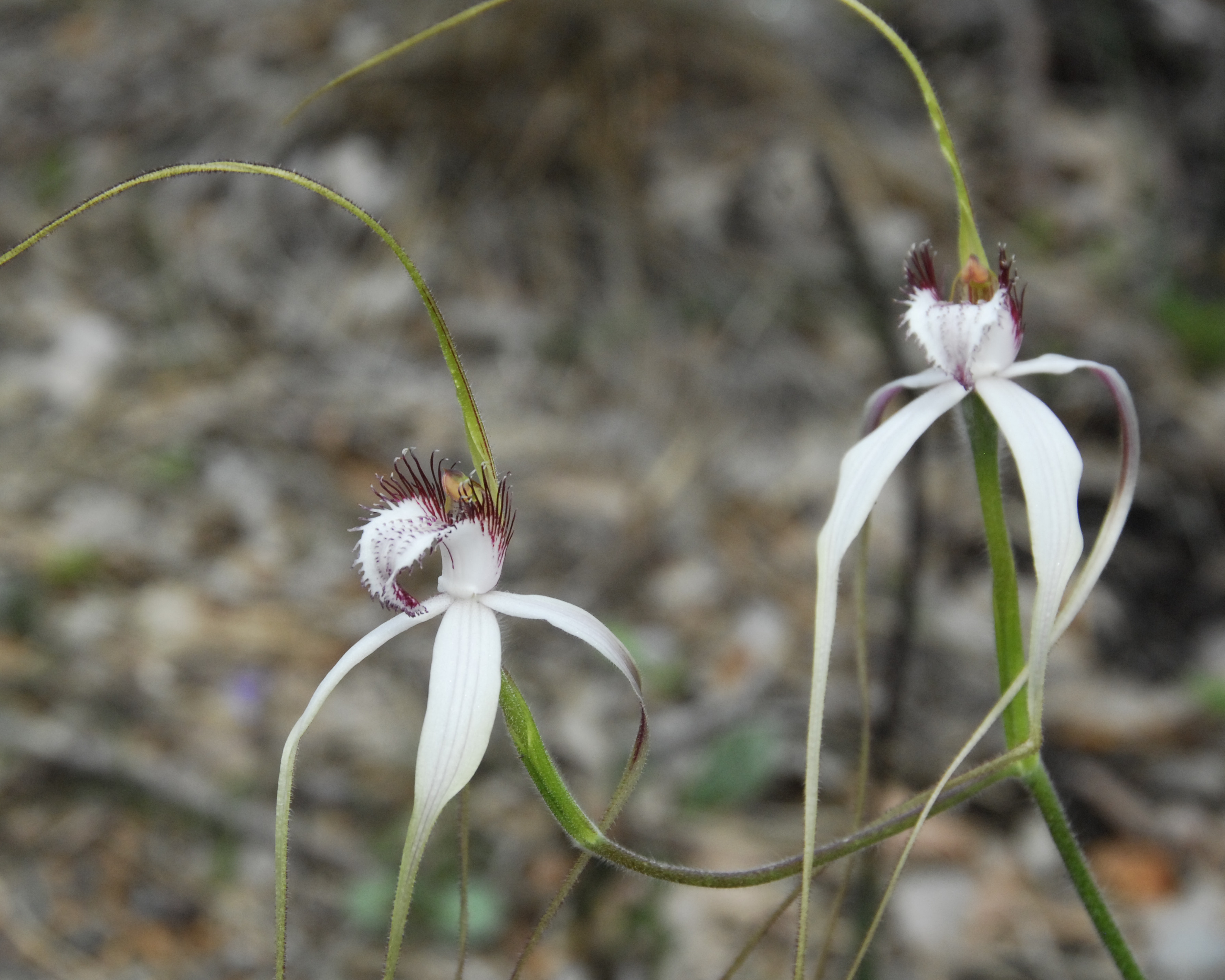
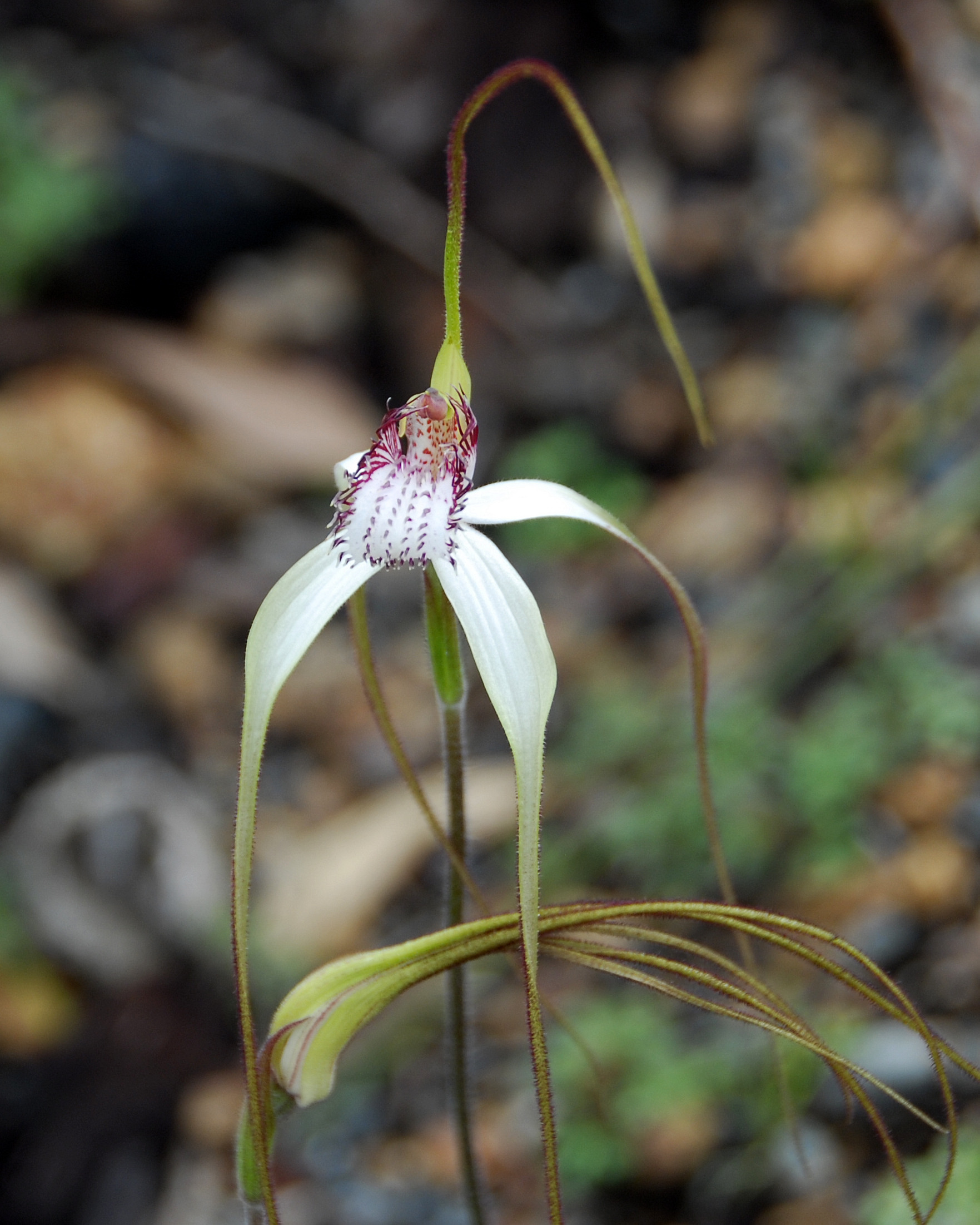
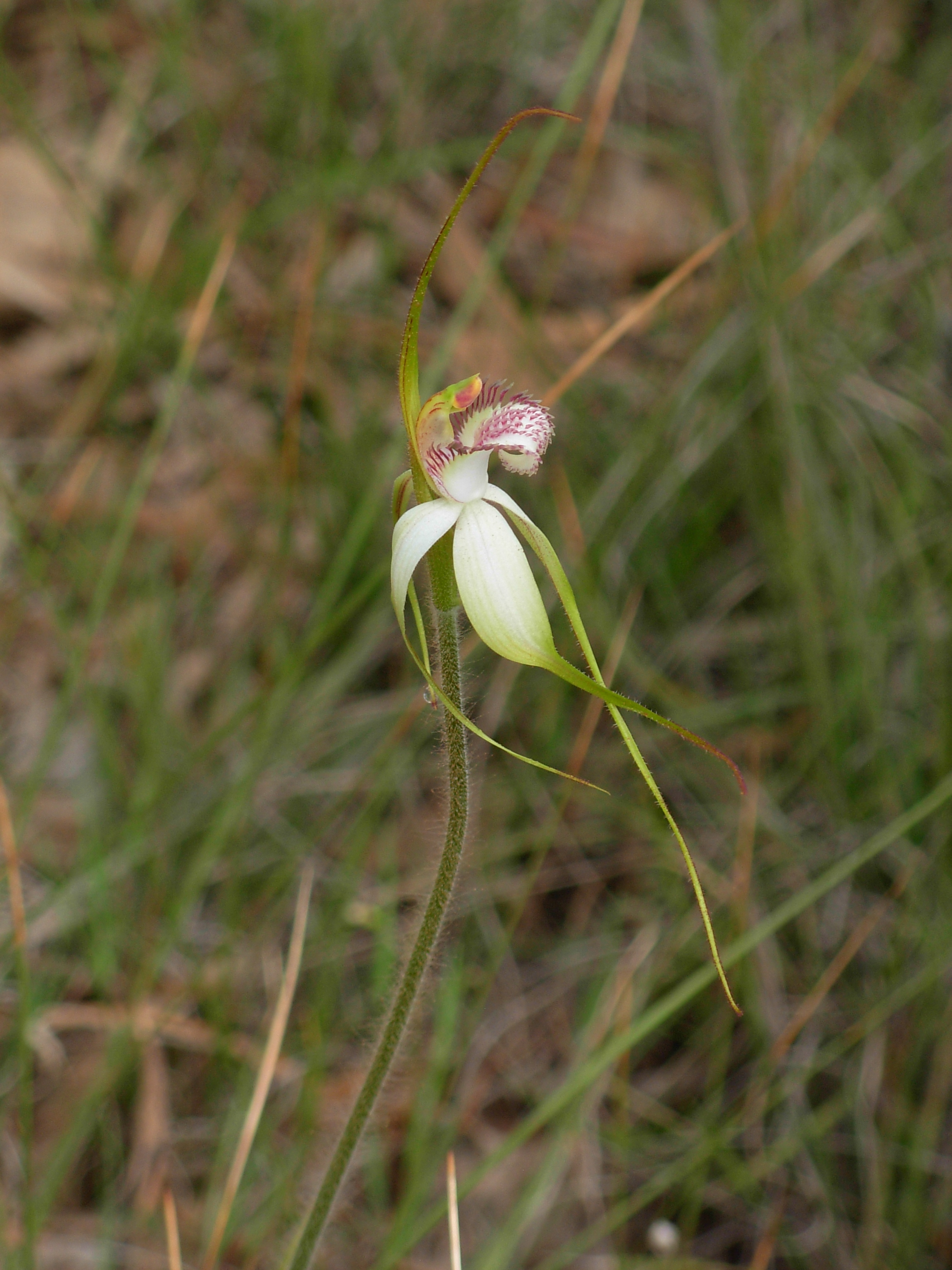